# Distretto di Pápa
Il distretto di Pápa (in ungherese Pápai járás) è un distretto dell'Ungheria, situato nella provincia di Veszprém.